# Шпиталь-ам-Земмеринг
Шпиталь-ам-Земмеринг (нем. Spital am Semmering) — коммуна в Австрии, в федеральной земле Штирия.
Входит в состав округа Брукк-Мюрццушлаг. Площадь коммуны составляет 72,73 км², население — 1444 человека (1 января 2021), плотность населения — 20 чел./км². Официальный код — 62131.

## География
Шпиталь-ам-Земмеринг расположен в 6.5 км от перевала Земмеринг на высоте 800 метров над уровнем моря. Самая высокая точка — вершина Штулек (1782 м). Общая площадь составляет 72,73 км².
Вблизи коммуны пролегает скоростная автомагистраль Земмеринг (S6).

### Административно-территориальное деление
Территория коммуны включает два населенных пункта (нем. Ortschaft) (в скобках указано количество жителей на 1 января 2021 года):
- Шпиталь-ам-Земмеринг (874)
- Штайнхаус-ам-Земмеринг (570)

В состав коммуны также входит четыре кадастровые общины (нем. Katastralgemeinden) (в скобках указана площадь на 2001 год):
- Фрёшниц (2003.39 га)
- Шёнебен-Шпиталь (542.70 га)
- Земмеринг (1864.25 га)
- Шпиталь-ам-Земмеринг (2861.62 га)

### Соседние общины
| С-З | Нойберг-ан-дер-Мюрц | Брайтенштайн (Нижняя Австрия) | Земмеринг (Австрия) (Нижняя Австрия) | С-В |
| З   | Мюрццушлаг          | Роза ветров                   | Шотвин, Траттенбах (Нижняя Австрия)  | В   |
| Ю-З |                     | Реттенег (Вайц)               |                                      | Ю-В |

## История
Название коммуны выходит к гостевому дому (нем. Hospitium), построенному на её территории в 1160 году Отакаром III для желающих пересечь Земмеринг.
В прошлом регион неоднократно становился ареной кровавых конфликтов, например, во время османских войн, когда ему был причинен серьёзный ущерб проходившей через него османской армией.

## Политическая ситуация
Бургомистр коммуны — Райнхард Райзингер (СДПА) по результатам выборов 2005 года.
Совет представителей коммуны (нем. Gemeinderat) состоит из 15 мест.
- СДПА занимает 10 мест.
- АНП занимает 4 места.
- АПС занимает 1 место.

## Персоналии
- Эрвин Коменда (1904—1966) — автомобильный конструктор.